# Hilarowo
Hilarowo – nieoficjalny przysiółek wsi Rajkowy w Polsce położony w województwie pomorskim, w powiecie tczewskim, w gminie Pelplin.
Miejscowość położona jest przy drodze wojewódzkiej nr 230.
W latach 1975–1998 miejscowość administracyjnie należała do województwa gdańskiego.